# Hålldammssjön, Halland
Hålldammssjön är en sjö i Halmstads kommun i Halland och ingår i Suseåns huvudavrinningsområde.